# Tinia
Tinia – etruski bóg burzy, odpowiednik rzymskiego Jowisza oraz greckiego Zeusa. Rzymianie przyjęli go do panteonu jako Jowisza za czasów panowania królów etruskich (ok. 650-510 p.n.e.). Tinia uświęcał granice, czuwał nad ich nienaruszalnością i bezpieczeństwem. 
Tinia miał dysponować trzema typami piorunów:
- przyjaznym - służącym jako ostrzeżenie;
- wieloznacznym ale o negatywnym zabarwieniu - do jego użycia Tinia musiał uzyskać zgodę rady bogów Dei Consentes;
- niszczący (łac. fulmen peremptorium) - do jego użycia Tinia musiał uzyskać zgodę rady tajemniczych Dei Superiores et Invoulti;